# 3-й Новоподмосковный переулок
3-й Новоподмоско́вный переу́лок — улица в Северном административном округе города Москвы на территории района Войковский. Проходит от Вокзального переулка до улицы З. и А. Космодемьянских. Нумерация домов ведётся от Вокзального переулка.

## Происхождение названия
Переулок получил своё название в 1952 году в связи с примыканием к Подмосковной улице (ныне — улица З. и А. Космодемьянских), с близостью к ж.-д. платформе «Подмосковная» (ныне — «Красный Балтиец») и дачному посёлку Подмосковный (ныне не существует). До этого с 1941 года назывался 3-й Подмосковный переулок.

## Описание
Длина — 370 метров. Переулок начинается от пересечения с Вокзальным переулком (между д. № 3 к. 1 и 5) и заканчивается пересечением с улицей З. и А. Космодемьянских (между д. № 10 и 12). Направление — с юго-востока на северо-запад.
Автомобильное движение — по одной полосе в каждом направлении. Светофоров нет, три нерегулируемых пешеходных перехода. Обе стороны переулка оборудованы тротуарами. Примыканий ни слева, ни справа нет.

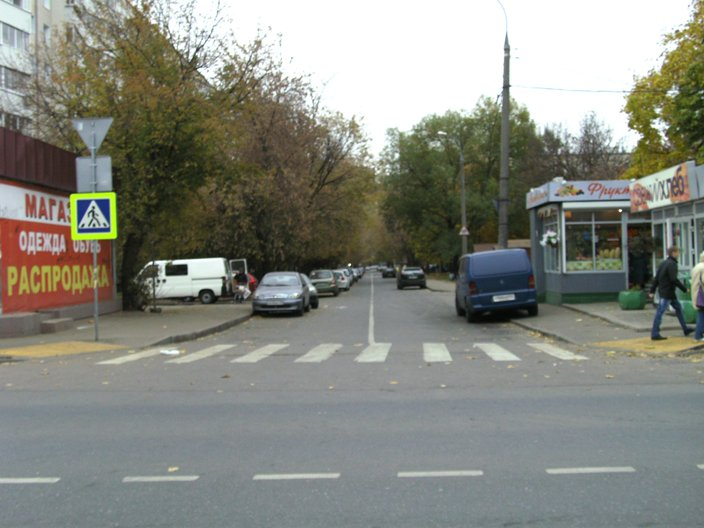
Конец переулка. Пересечение с ул. З. и А. Космодемьянских

## Здания и сооружения
Данные в этом разделе приведены по состоянию на октябрь 2010 года
- № 6 — магазин «Разливное пиво»; общественный пункт охраны порядка № 14 Войковского района
- № 7 — прогимназия № 1774 (бывш. школа № 201 для младших классов)
- № 8-а — детский сад № 1514

## Общественный транспорт
Наземный общественный транспорт по переулку не ходит.
- Станция метро «Войковская» — в 900 метрах от начала переулка и в 800 от его конца.
- Платформа Рижского направления:
  - «Красный Балтиец» — в 800 метрах от начала переулка.